# うずまき (漫画)
『うずまき』は、伊藤潤二による日本のホラー漫画。『週刊ビッグコミックスピリッツ』（小学館）で1998年7号から1999年39号まで不定期連載された。2000年に映画化、2024年にアニメ化された。

## 概要
うずまきや螺旋は、古来その形から拡散する運動性、中心部への注目性、円の持つ循環性などからシンボルや芸術のモチーフとなり、同時にその機能的な形から機械的な用途でも用いられている。また、人工物のみでなく自然界にもうずまき、螺旋の型を成すものは非常に多い。このうずまきの持つ神秘性をテーマに独自の世界観を持って描かれた作品。ホラー漫画としても、繊細な画力とその独自の世界観によって上質な不気味さを出している。

## あらすじ
呪われた土地・黒渦町に住む女子高生・五島桐絵とその恋人・斎藤秀一の周りで起こる禍々しいうずまきにまつわる惨劇、怪奇現象が発生する。人がねじれる、カタツムリに人が変身する。台風が町に吸い寄せられる・・・時間と共に徐々に現実と乖離し、捩れ歪む黒渦町。呪いが収束するその中心にあるものは…。

## 登場人物
声の項はアニメ版の声優。
五島桐絵（ごしま きりえ）
声 - 佐武宇綺 / 演 - 初音映莉子（幼少時代：仲根紗央莉）
本作の主人公。黒渦町に住む女子高生。
斎藤秀一（さいとう しゅういち）
声 - 三木眞一郎 / 演 - フィーファン（幼少時代：田中康暉）
桐絵の元同級生で恋人。現在は、隣町の高校に通っている。桐絵に駆け落ちをしようと誘って来る。神経質で、そのためかうずまきを「禍々しいもの」として感知することができる。
斎藤敏夫（さいとう としお）
声 - 松山鷹志 / 演 - 大杉漣
秀一の父親。会社にも行かず、うずまきの形をしたものをひたすら集めていたが、後に「うずまきは自分でつくりだすもの」との考えから自分の身体を丸め、桶の中でうずまきの形になって死亡した。そして死後、火葬の煙がうずまきとなり、トンボ池に吸い込まれ、これ以降のすべての火葬の煙に同じ現象が発生する。劇中はじめてのうずまきの怪異による被害者となる。
斎藤雪枝（さいとう ゆきえ）
声 - 土井美加 / 演 - 高橋惠子
秀一の母親。夫の死後、あらゆるうずまきの中に敏夫の死体を見出し、うずまき恐怖症になる。指紋さえもハサミで切り取ってしまうほど重度の恐怖症だったため、となりの緑山市の病院に移される予定だったが、移される前日の夜に耳の蝸牛を破壊してしまい、死亡する。
五島泰雄（ごしま やすお）
声 - 古川登志夫 / 演 - 諏訪太郎
桐絵の父親。陶芸家。
黒谷あざみ（くろたに あざみ）
声 - 伊瀬茉莉也
桐絵の同級生。男子にもてる。
西木和典（にしき かずのり）
桐絵の小・中学校の同級生。
山口満（やまぐち みつる）
演 - 阿部サダヲ
桐絵の同級生にしてストーカー。人を驚かすことが好き。
片山徳夫（かたやま とくお）
声 - 松崎克俊 / 演 - 深津智男
桐絵の同級生。肥満体で動きが鈍く、それが原因でいじめられている。
津村一樹（つむら かずき）
声 - 橘龍丸 / 演 - 高野八誠
桐絵の同級生。片山をいじめている。
石川志穂（いしかわ しほ）
声 - 福島亜美 / 演 - 三輪明日美
桐絵の同級生。
横田育生（よこた いくお）
声 - 遠近孝一 / 演 - 手塚とおる
桐絵のクラスの担任。
丸山千恵（まるやま ちえ）
演 - シン・ウンギョン
テレビのリポーター。

## 用語
トンボ池
黒渦町にある池。火葬場から登った煙などほとんどのうずまきの怪異はこの池にやがて吸い寄せられてしまう。この場所の土を使った陶器には奇妙な模様が浮かび上がる。物語のクライマックスでこの街そのものが元々はうずまきとなっており、その中心がトンボ池であることが判明する。そして最終話でトンボ池の地下にはうずまきをモチーフとした巨大な地下遺跡があることが判明し、トンボ池がうずまきの呪いの原因だったことが判明する。
ヒトマイマイ
呪いにより、人間がカタツムリ化していく現象。これが発生した人ははじめは動きが遅くなり背中にうずまき模様ができる。しばらくするとうずまきが盛り上がり殻となり、最終的に人間サイズのカタツムリになってしまう。黒渦町が荒廃した後は、食糧不足からこのカタツムリを食す者も出始める。
黒い灯台
岬にある灯台。長い間使われていなかったが、突如らせん状の強い光を放ち始める。
長屋
黒渦町に点在する古い長屋。鬼が出没するという噂がある。明治以前に建てられ、今は廃屋と化しているが、幾度の台風が襲っても何故か壊れない。町民たちが増設を繰り返した結果、長屋はトンボ池を中心とした巨大なうずまきの一部だったことが判明する。
竜巻
物語の中盤より、黒渦町の中で起こるちょっとした風も家を吹き飛ばすほどの竜巻となる。このため人々はゆっくりと動かなくてはならなくなる。後に蝶族など竜巻を悪用する者も現れる。
蝶（バタフライ）族
黒渦町に発生する竜巻に乗り、人々や建物を脅かす荒くれ者たち。彼ら自身はドラゴンフライ族と称している。
台風一号
東シナ海に発生した台風。台風の目が非常に小さく、地上からも視認できるという珍しい特徴を持つ。なぜか桐絵に恋心を抱き桐絵を追い回すが、最終的にトンボ池に吸い込まれる。

## 書誌情報
- 伊藤潤二 『うずまき』 小学館〈ビッグコミックス〉、全3巻
  1. 1998年8月29日発行、ISBN 4-09-185721-3
  2. 1999年2月26日発行、ISBN 4-09-185722-1
  3. 1999年9月30日発行、ISBN 4-09-185723-X
- ビッグコミックス ワイド版 2000年3月7日発売、ISBN 4-09-185816-3
- ビッグコミックス 新装版 2010年8月30日発売、ISBN 978-4-09-183242-9

## 映画
2000年2月11日公開。同時上映は『富江 replay』。監督のHiguchinskyは本作が劇場作品初監督となる。主演の初音映莉子は伊藤潤二作品のファンであり、本作の後も『押切』や『首吊り気球』などの伊藤潤二原作作品に出演している。

### キャスト
（人物名／映画の配役）
- 五島桐絵：初音映莉子（幼少時代：仲根紗央莉）
- 斎藤秀一：フィーファン（幼少時代：田中康暉）
- 斎藤敏夫：大杉漣
- 斎藤雪枝：高橋惠子
- 関野恭子：佐伯日菜子
- 田村一郎：堀内正美
- 五島泰雄：諏訪太郎
- 二田巡査：でんでん
- 横田育生：手塚とおる
- 山口満：阿部サダヲ
- 丸山千恵：シン・ウンギョン
- 石川志穂：三輪明日美
- 津村一樹：高野八誠
- ユッキー：村上有紀
- マッキー：浜田麻希
- 大山タクト：大山琢人
- 片山徳夫：深津智男
- 希実ミキ：瑞木智乃
- 大山泰三：松田章
- 神尾キリコ：滝本ゆに
- 菊野透雄：丹野由之
- 宇和紗透子：冬雁子
- 南田荒男：西川亘
- 五島千鶴子（遺影）：林真奈美

### 制作スタッフ
- 配給：東映
- 製作年度：2000年
- 監督：Higuchinsky
- 脚本：新田隆男
- 撮影：小林元
- 音楽：鈴木慶一、 かしぶち哲郎
- 主題歌：Do As Infinity 「Raven」
- 美術：林田裕至
- 衣装デザイン：渡邊ジョージ
- 録音：鶴巻仁
- VFXスーパーバイザー：小田一生
- スクリプター：松葉勢津子
- スチール：中原一彦
- 音響効果：三谷直樹、北田雅也
- 助監督：李相國
- 照明：和栗一彦

### 映像ソフト
- エスピーオーよりVHSとDVDが発売された[5]。

## ゲーム
2000年2月3日に『うずまき ～電視怪奇篇～』、2000年3月4日に『うずまき ～呪いシミュレーション～』が、共にワンダースワン用ゲームソフトとしてオメガ・ミコットより発売された。同時期に公開された映画とのタイアップ。

## ムービーコミック
2014年10月20日に配信開始。漫画に音声や特殊効果を加えたムービーコミックがdビデオ powered by BeeTVにて全19話配信された。
キャスト
- 五島桐絵／安済知佳
- 斎藤秀一／羽多野渉

主題歌
- 土屋アンナ「The Magic of Halloween」

## アニメ
Production I.G USAとカートゥーン ネットワークの共同プロデュースで製作されるアニメ作品。2024年9月28日から10月19日にかけて、カートゥーン・ネットワーク・Adult Swimの放送枠「TOONAMI」にて放送された。全4話。
日本向けプラットフォームでは『UZUMAKI: Animated TV Series』が2024年12月20日からNetflixにて独占配信が開始された。

### 沿革・概要
2019年9月に『UZUMAKI』のタイトルでアニメ化が発表される。当初は2020年に北米で放送予定だったが、新型コロナウイルス感染症の影響で2021年6月に放送を延期を発表。次に2022年10月の放送を予定していたが、2022年6月にクオリティの追求のため再度延期が発表された。2023年7月23日、アメリカで開催されたイベント「Adult Swim Festival」に合わせて最新予告映像が公開された。2024年7月には、新規予告映像とともに放送情報が公開された。
アニメ化発表当初は、監督は長濱博史、アニメーション制作はドライブが担当すると発表されていた。

### メインスタッフ
- 絵コンテ - 長濱博史
- 脚本 - 伊丹あき
- キャラクターデザイン - 佐藤浩一
- 動画監督 - 佐藤可奈子
- 音響監督 - 名倉靖
- 音楽 - コリン・ステットソン
- プロデューサー - MAKI TERASHIMA-FURUTA、牧野治康
- 製作 - Adult Swim×Production I.G. USA

### 主題歌
「道成寺の小鳥歌」
佐武宇綺によるエンディングテーマ。作詞は長濱博史、編曲はTetsushi Tsukata。

### 各話リスト
| 話数 | 監督     | 演出                                                         | 作画監督 | 美術監督                         | 色彩設計        | 撮影監督                     | アニメーション プロデューサー | アニメーション制作 | 初放送日       |
| ---- | -------- | ------------------------------------------------------------ | --- | -------------------------------- | --------------- | ---------------------------- | ----------------------------- | ------------------ | -------------- |
| 1    | 長濱博史 | そ〜とめこういちろう                                         | 佐藤浩一 長濱博史 | 佐藤豪志 小田理恵                | 梅崎ひろこ      | 大山佳久                     | 野口和紀 宮本逸雄             | 冨嶽               | 2024年 9月28日 |
| 2    | 森山雄治 | 西村大樹                                                     | Foo Shih Ming Zhang Jin Hao Wu Xiao Wei Xu Xue Wen Qin Guo Qing Xu Peng Xu Chen Yin Liao Fei Liang Jia Yuan Xu Xiao Wen Lin Zi Ye Lu Xiasheng Qiu Zhenhua Cui Junxiang 山廣喬介 斎藤晴輝 天界 He Ye Chaogang Ju Chengbin Yu 旭プロダクション 上海KADU ShiYue Studio STARO 森島嵩 | 佐藤豪志 小田理恵                | 梅崎ひろこ      | Kuninaru Tsutsumi Xiaolai Wu | Moonshadow Noa Goto           | 暁                 | 10月5日        |
| 3    | 森山雄治 | 粟井重紀                                                     | Foo Shih Ming Zhang Jin Hao Wu Xiao Wei Xu Xue Wen Xu Xue Wu Qin Guo Qing Xu Peng Xu Chen Yin Liao Fei Liang Jia Yuan Xu Xiao Wen Lin Zi Ye Rushui Chen Chaogang Ju Chengbin Yu Qiu 山廣喬介 斎藤晴輝 旭プロダクション 上海KADU 森島嵩                                           | 佐藤豪志 小田理恵                | 梅崎ひろこ      | Kuninaru Tsutsumi Xiaolai Wu | Moonshadow Noa Goto           | 暁                 | 10月12日       |
| 4    | -        | Wu Hao 佐藤大輔 そ〜とめこういちろう 震雷 スタジオマスケット | Tsuki Rei Kyou Hi Kan Studio スタジオマスケット Xuewen Xu Xuewu Xu Hao Wu 佐藤大輔 前田義宏 松原朋広 越後谷寛 長濱博史 | Nguyen Duc Song An Phan Thi Toan | 梅崎ひろこ Sawa | -                            | 野口和紀 宮本逸雄             | 冨嶽               | 10月19日       |